# Elaeocarpus bancroftii
Elaeocarpus bancroftii là một loài thực vật có hoa trong họ Côm. Loài này được F.Muell. & F.M.Bailey mô tả khoa học đầu tiên năm 1885.